# Watu Wote – All of us
Watu Wote – All of us ist ein vielfach ausgezeichneter deutsch-kenianischer Kurzfilm von Katja Benrath aus dem Jahr 2017. Verfilmt wurde eine wahre Geschichte, die sich am 21. Dezember 2015 an der Grenze zwischen Kenia und Somalia zugetragen hat.

## Handlung
Der Film erzählt die Geschichte aus der Perspektive einer jungen, allein reisenden Christin. Sie ist auf dem Weg zu einem Besuch im islamisch geprägten Norden Kenias und fühlt sich als eine der wenigen Christen im Bus zuerst fremd unter den vielen Muslimen. Diese Gefühle, das Unbehagen, der Schrecken, die Panik und schließlich die Todesangst spiegeln sich in der Figur wider. Eine tief verschleierte Frau, die im Bus neben der Protagonistin sitzt, sowie zwei anfangs verdächtige Reisende entwickeln sich zu den wichtigsten und mutigsten Figuren des Films. Als islamistische Kämpfer der Al-Shabab den Reisebus überfallen und die Insassen auffordern, sich aufzuteilen – Christen hier, Muslime dort – weigern sich die Fahrgäste jedoch. Ein Lehrer, selbst Muslim, der sich den Aggressoren entgegenstellt, wird angeschossen und stirbt später an seinen Verletzungen.

## Auszeichnungen (Auswahl)
- 2017: Studenten-Oscar in Gold, Spielfilm[1]
- 2017: OpenEyes Filmfest – 1. Platz Kategorie – Spielfilm
- 2017: Fünf Seen Filmfestival – Das Goldene Glühwürmchen, bester Kurzfilm[2]
- 2017: First Steps Award in den Kategorien Beste Kurz- und Animationsfilme und No Fear Award (Produktion)
- 2017: Studio Hamburg Nachwuchspreis, bester Kurzfilm
- 2017: Biberacher Filmfestspiele – Kurzfilmbiber[3]
- 2017: FILMZ – Festival des deutschen Kinos – Gewinner Wettbewerb Mittellanger Film[4][5]
- 2017: Sehsüchte International Student Film Festival – Beste Produktion, Publikumspreis
- 2018: Oscar-Nominierung in der Kategorie Bester Kurzfilm[6]
- 2018: Filmtage Friedrichshafen Publikumspreis[7]
- 2018: Friedenspreis des Deutschen Films – Die Brücke  – Nachwuchspreis[8]
- 2018: Bamberger Kurzfilmtage – Publikumspreis[9]